# Serre-les-Moulières
Serre-les-Moulières ist eine französische Gemeinde im Département Jura in der Region Bourgogne-Franche-Comté. Sie gehört zum Arrondissement Dole und zum Kanton Authume. 
Sie grenzt im Nordwesten an Thervay, im Nordosten an Saligney, im Osten an Sermange, im Süden an Malange und im Westen an Brans.

## Bevölkerungsentwicklung
| Jahr                       | 1962 | 1968 | 1975 | 1982 | 1990 | 1999 | 2008 | 2017 |
| -------------------------- | ---- | ---- | ---- | ---- | ---- | ---- | ---- | ---- |
| Einwohner                  | 128  | 122  | 122  | 137  | 139  | 141  | 190  | 188  |
| Quellen: Cassini und INSEE |      |      |      |      |      |      |      |      |

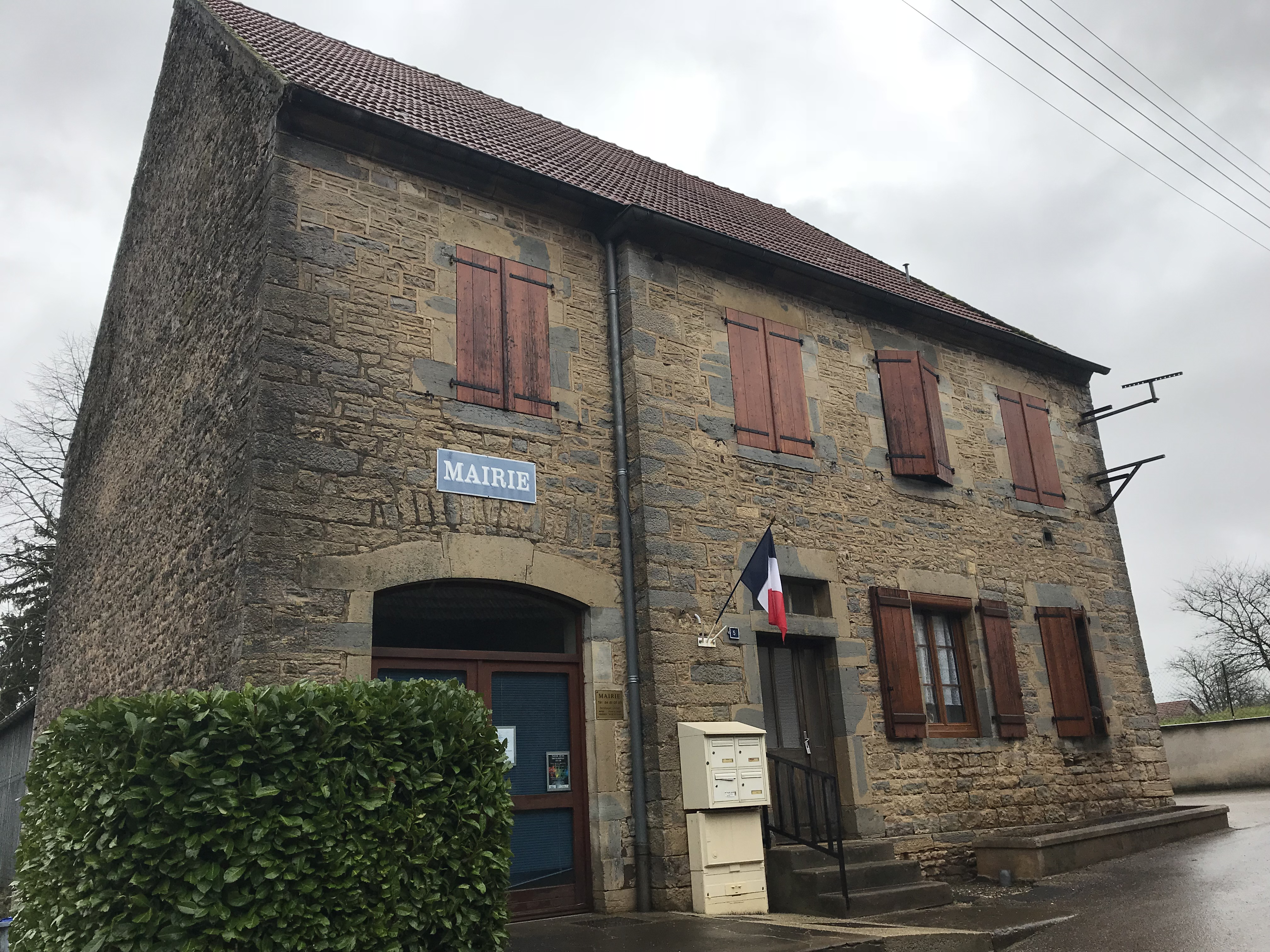
Mairie Serre-les-Moulières
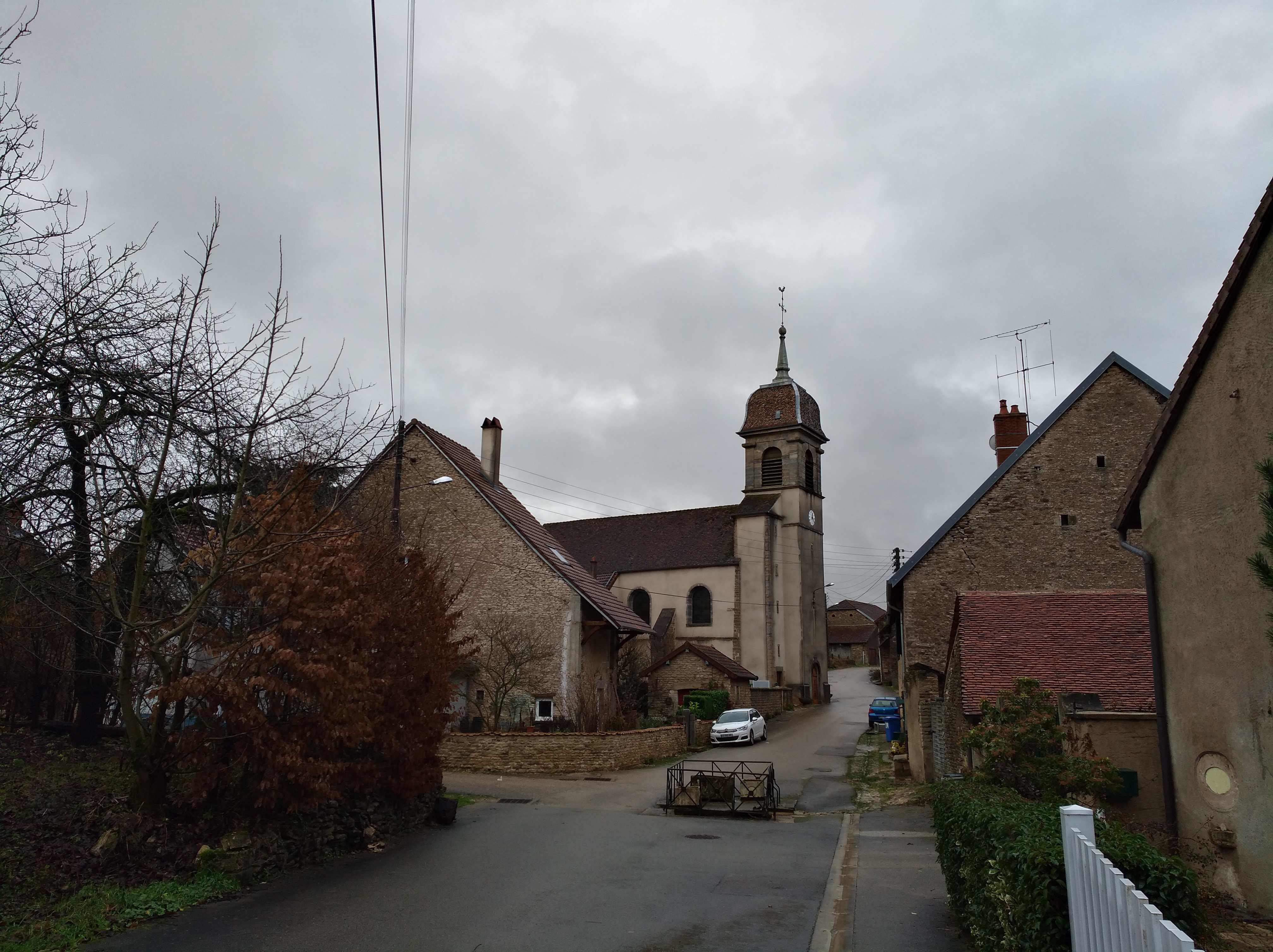
Rue du Lavoir mit Blick zur Kirche Saint-Didier